# 社会的富の公平分配
社会的富の公平分配（しゃかいてきとみのこうへいぶんぱい）とは、社会民主主義の用語である。マルクス・レーニン主義の立場では、ブルジョワ社会学と呼称されることもある。
労働者の生活と権利を擁護するに当たって、革命や大規模な財政出動を目指すのではなく、富裕税の創設や、累進課税などによって、特定の階級に富が集中することで格差問題を防ぐための政策を取る。
スウェーデンなど北欧諸国では、租税制度や社会保障制度、公共事業などで富の再分配が大体実現していることで知られる。ただし利潤を超える累進課税に富裕層が喘ぎ、経済活動の自由を求めて、アメリカに脱出する者も多い。